# Menyegző (balett)
A Menyegző (oroszul Свадебка, franciául Les Noces, W 37) Igor Stravinsky zeneszerző színpadi műve, eredeti műfaji meghatározása szerint „orosz koreografikus jelenetek”. A Menyegző dobok, zongora, kórus és szólóénekesek szólalnak meg. A zeneszerző által adott leíró jellegű alcím: "Koreografált jelenetek zenével és hangokkal", és Szergej Gyagilev impresszáriónak ajánlotta. Bár eredetileg balettműnek készült, gyakran tánc nélkül is előadják.
A bemutató 1923. június 13-án volt Párizsban, vezényelt Ernest Ansermet karmester, a koreográfia Bronislava Nijinska műve.

## Kompozíció
Stravinsky 1913-ban látott hozzá a balett megírásához, amit 1917 októberében fejezette be. A mű librettóját is ő maga írta, orosz esküvői dalokat felhasználva, Pjotr Kirejevszkij 1911-ben publikált gyűjtéséből. Először azt tervezte, hogy a Tavaszi áldozathoz hasonlóan, bővített szimfonikus zenekarra írja meg a Nász című darabot, ám elégedetlensége okán tervei végül megváltoztak. Ezután egy hosszas keresgélő periódus vette kezdetét, melynek során a szerző több változattal is próbálkozott. Egy adott ponton azt szerette volna, ha szinkronizált henger működtette hangszerek szólalnak meg művében, beleértve a gépzongoragát, de kénytelen volt később lemondani az ötletről, ugyanis a párizsi Pleyel et Cie zongoragyár (Sztravinszkij őket bízta meg a hangszerek kivitelezésével) nem készült el időben a kétsoros cimbalommal.
Végül a következőket használta művében: szoprán, mezzoszoprán, tenor és basszus szólistákat, vegyeskart, és kétféle ütőhangszert. Ez a hangszerelés példázza Sztravinszkij lecsupaszítottságra való törekvését. A tiszta és mechanikus hangzatok egy évtizeddel a Tavaszi áldozat után valódi extremitásnak számítottak. Stravinsky munkásságában nincs is más példa olyan műre, melyben ennyire dominánsak az ütős hangszerek.
1962-ben visszaemlékezve azt mondta: "Mikor Gyagilev először hallotta a Menyegzőt, sírt, és azt mondta: ez a leggyönyörűbb, és legtisztább orosz balett. Azt hiszem, hogy minden művemnél jobban kedvelte a Menyegzőt. Ezért ajánlottam neki."

## Felépítése
1926-ban a londoni premieren a zongorára írt részeket négy zeneszerző játszotta: Francis Poulenc, Georges Auric, Vittorio Rieti és Vernon Duke. Nem ez nem az egyetlen alkalom, hiszen az 1959-es Columbia Records felvételén is négy zeneszerző működött közre: Samuel Barber, Aaron Copland, Lukas Foss, Roger Sessions.
Az 1919-ben bemutatott változatban a négy zongora helyett két cimbalom, egy gépzongora és egy harmónium szólal meg. Ezt a változatot 1981-ben újrajátszották Párizsban, Pierre Boulez karmester vezetésével.
2008. május 29-én egy különleges koncertre került sor a Walt Disney Concert Hall-ban a Los Angeles-i filharmónia megbízásából. Ekkor a zongorák szólamait egy nagyzenekarral helyettesítették.
2009-ben azt a változatot is bemutatták Hollandiában, melyben a gépzongora hangjait álmodta bele. Eme változatot a szerző nem kottázta le végig, azonban Theo Verby holland zeneszerző az örökösök engedélyével befejezte.

## A mű fogadtatása
A Menyegző című balettet a kezdetekben vegyes kritikákkal illették. 1923-ban Párizsban, az ősbemutatón nagy lelkesedéssel fogadta a közönség, azonban mindössze három évvel később, 1926-ban Londonban igencsak negatív kritikát kapott.
Az orosz kritikusok nem fogadták valami nagy örömmel, Tyihon Hrennyikov ezt írta: "A Petruska és A nász művekben primitív viselkedés, állati ösztönök, szexuális motívumok bukkannak fel. Ősi orosz népdalok dallamait torzítja el a szerző, és az orosz népviseletet sem tartja tiszteletben." 1929-ben Borisz Aszafjev orosz muzikológus azonban előre látta, hogy a fiatal generáció felismeri majd a csodát A nászban, felfedezi benne azt újítást, amit az idősebb generáció még nem képes befogadni. Meglátja a mesteri szintre emelt technikát, ami a dallamok mögött rejlik.
Az idő múlásával valóban bebizonyosodott, hogy A nász egyike a szerző legzseniálisabb és legeredetibb műveinek. 1988-ban Sthephan Walsh azt írja: "Bár a többi művét nagyobb siker övezte, mégis A nász a legradikálisabb, a legeredetibb és valószínűleg a legjobb mind közül."
Howard Goodall rámutatott: "A nász című balett hangzásvilága elég egyszerű, mégis nagyon sokan merítettek belőle a jazz és a popzene művelői." Goodall szerint olyan zeneszerzőkön is érződik A nász hangzásvilágának hatása, mint Orff, Bartók, Messiaen stb.
Sztravinszkij ügynöke, Lilian Libman emlékirataiban azt írja: ha egy apának lehet kedvenc gyermeke, akkor Sztravinszkij számára A nász volt a legkedvesebb gyermek.

## Fontosabb felvételek
- Kate Winter, Linda Seymour, Parry Jones, Roy Henderson; ismeretlen kórus és zenekar, vezényel: a szerző (angolul) (London, 1934. június 10.) Columbia LX 326-28
- Mildred Allen, Regina Sarfaty, Loren Driscoll, Robert Olivier; American Concert Choir, Aaron Copland, Lukas Foss, Roger Sessions, Samuel Barber (zongora), Columbia ütőegyüttes, vezényel: a szerző (angolul) (New York, 1959. december 21.) CBS 72071 (CD: Sony SM6K87990)
- Alla Ablabergyeva, Ljudmila Ivanova, Alekszej Pavlovics Martinov, Anatolij Safjulin; Szlovák Filharmónia Énekkara, Hauser Adrienne, Kocsis Zoltán, Psi-hsien Chen, Rohmann Imre (zongora), Holló Aurél, Tóth Benedek, Amadinda ütőegyüttes (ütőhangszerek), Savaria Szimfonikus Zenekar, vezényel: Eötvös Péter (oroszul, 1917-es és 1923-as verzió) (Szombathely, 1988) Hungaroton HCD 12989
- A BBC felvétele 1990-ből, melyen a Voronezh Chamber Choir, valamint a New London Chamber Choir énekel. Rendezte: James Wood.
- Leonard Bernstein vezénylésével, az English Bach Festival Orchestra and Chorus előadásában 1977-ben készült felvétel. A zongoráknál: Martha Argerich, Krystian Zimerman, Cyprien Katsaris és Homero Francesch.
- A Radio France 2011-ben készült felvétele.

## A koreográfia
Bronislava Nijinska koreográfus munkáját protofeministának tartják. A tánc azt hangsúlyozza ki, hogy milyen nehézségekkel járnak egy fiatal lánynak a házasság kötelmei. A komor, sötét díszlethez egyszerű jelmez és rideg mozdulatok társulnak. A táncos egyénisége nem annyira jelentős. A nász egy előre eltervezett eseményként van bemutatva, mely a társadalmi megfelelés miatt fontos, nem pedig a két fél szerelméből adódik. Egy ilyen halva született házasság történetét láthatjuk a balettben.